# Расчёты по инкассо
Инкассо (англ. Collection, Encashment; итал. Incasso — поступление, получение) — посредническая банковская операция по передаче денежных средств от плательщика к получателю через банк с зачислением этих средств на счёт получателя. За выполнение инкассо банки взимают комиссионные.

## Определение
Инкассо — банковская расчётная операция, посредством которой банк-экспортер по инкассовому поручению своего клиента получает на основании расчётных документов причитающиеся клиенту денежные средства от плательщика за отгруженные в адрес плательщика товарно-материальные ценности и оказанные услуги и зачисляет эти средства на счёт клиента в банке.
Этапы инкассо при международных расчетах
1. Передача экспортером-инкассодателем банку инкассового поручения и приложенных к нему товарных документов
2. Передача банком экспортера инкассового поручения банку-корреспонденту в стране импортера
3. Банк-корреспондент в стране импортера предъявляет товарные документы импортеру-плательщику и выдает их ему против указанной в инкассовом поручении суммы платежа
4. Полученная от импортера сумма платежа переводится банком импортера за счет экспортера в банк инкассового поручения, который зачисляет её на счет экспортёра

Инкассо может быть чистым и документарным.
Чистое инкассо — это инкассо финансовых документов (переводные и простые векселя, чеки и другие подобные документы, используемые для получения платежей), когда они не сопровождаются коммерческими документами.
Документарное инкассо — это инкассо финансовых документов, сопровождаемых коммерческими документами (счета, транспортные и страховые документы и пр.), а также инкассо только коммерческих документов. Документарное инкассо в международной торговле представляет собой обязательство банка получить по поручению экспортёра от импортёра сумму платежа по контракту против передачи последнему товарных документов и перечислить её экспортёру.
Международной торговой палатой в 1978 г. были изданы «Унифицированные правила по инкассо», к которым присоединились банки многих стран.

## Недостатки инкассовой формы расчетов
- Разрыв во времени между отгрузкой товара, передачей документов в банк и получением платежа, который может быть достаточно продолжительным, что замедляет оборачиваемость средств экспортёра;
- Отсутствие надёжности в оплате документов (может отказаться от оплаты товарных документов или оказаться неплатёжеспособным к моменту прибытия их в банк импортёра).

Эти недостатки преодолеваются путём применения телеграфного инкассо, позволяющего сократить нежелательный разрыв во времени, а также за счёт применения инкассо с предварительно выданной банковской гарантией, что позволяет создать надёжность платежа, близкую к той, которая возникает по безотзывным аккредитивам.